# Tommy Cassidy
Pour les articles homonymes, voir Cassidy.
Thomas Cassidy, plus connu sous le nom de Tommy Cassidy, né le 18 novembre 1950 à Belfast (Irlande du Nord) et mort le 2 août 2024, est un joueur de football international nord-irlandais, qui joue au poste de milieu de terrain, et devient ensuite entraîneur.

## Biographie

### Carrière de joueur

#### Carrière en club
Tommy Cassidy évolue dans trois pays différents : en Irlande du Nord, en Angleterre, et à Chypre. Il joue pendant dix saisons en faveur du club anglais  de Newcastle United.
Il dispute 252 matchs au sein des championnats anglais, inscrivant 26 buts. Il joue notamment 131 matchs en première division anglaise, marquant 15 buts.
Il dispute également un match en Coupe d'Europe des clubs champions, trois matchs en Coupe de l'UEFA, et deux en Coupe des coupes.
Il atteint la finale de la Coupe d'Angleterre en 1974 avec le club de Newcastle United, en étant largement battu par l'équipe de Liverpool (défaite 3-0).

#### Carrière en sélection
Tommy Cassidy joue 24 matchs en équipe d'Irlande du Nord, inscrivant un but, entre 1971 et 1982.
Il reçoit sa première sélection en équipe nationale le 15 mai 1971, contre l'Angleterre, dans le cadre du British Home Championship (défaite 0-1 à Belfast).
Par la suite, il joue quatre matchs rentrant dans le cadre des éliminatoires du championnat d'Europe, lors des éditions 1972, 1976 et 1980. Il joue également un match rentrant dans le cadre des éliminatoires du mondial 1974, et quatre matchs comptant pour les éliminatoires du mondial 1982.
Il figure dans le groupe des sélectionnés lors de la Coupe du monde de 1982. Lors du mondial organisé en Espagne, il joue un match contre le pays organisateur, pour une victoire 0-1 au Stade Luis Casanova de Valence.
Il inscrit son seul but avec l'Irlande du Nord le 11 mai 1974, contre l'Écosse, lors du British Home Championship (victoire 0-1 à Glasgow).

### Carrière d'entraîneur
Il entraîne différents clubs à Chypre, en Irlande du Nord, en Irlande, et en Angleterre.

## Palmarès

### Palmarès de joueur
| Glentoran - Championnat d'Irlande du Nord (1) : - Champion : 1969-70. |  | Newcastle United - Coupe d'Angleterre : - Finaliste : 1973-74. - Coupe de la Ligue anglaise : - Finaliste : 1975-76. |  | Burnley - Championnat d'Angleterre D3 (1) : - Champion : 1981-82. |

 APOEL Nicosie
| - Championnat de Chypre : - Vice-champion : 1984-85. - Coupe de Chypre (1) : - Vainqueur : 1983-84. - Supercoupe de Chypre (1) : - Vainqueur : 1984. |

### Palmarès d'entraîneur
| APOEL Nicosie \| - Championnat de Chypre (1) : - Champion : 1985-86. - Vice-champion : 1986-87 et 1987-88. - Coupe de Chypre : - Finaliste : 1985-86. - Supercoupe de Chypre (1) : - Vainqueur : 1986. \| \| Glentoran - Coupe d'Irlande du Nord (1) : - Vainqueur : 1995-96. - Coupe de la Ligue d'Irlande du Nord : - Finaliste : 1996-97. \| |  | |
| - Championnat de Chypre (1) : - Champion : 1985-86. - Vice-champion : 1986-87 et 1987-88. - Coupe de Chypre : - Finaliste : 1985-86. - Supercoupe de Chypre (1) : - Vainqueur : 1986. |  | Glentoran - Coupe d'Irlande du Nord (1) : - Vainqueur : 1995-96. - Coupe de la Ligue d'Irlande du Nord : - Finaliste : 1996-97. |